# ワンガヌイ
ワンガヌイ（英: Whanganui[ˈhwɒŋənuːi] ( 音声ファイル); マオリ語: [ˀwaŋanui]、Wanganui）は、ニュージーランド北島西海岸にある都市である。首都ウェリントンから約195キロメートル北、ニュージーランドで最も長い航行可能河川であるワンガヌイ川の河口に位置する。2021年6月時点の人口は42,300人で、ニュージーランド国内では19番目に人口の多い都市部、マナワツ・ワンガヌイ地方ではパーマストンノースに次いで2番目に人口が多い都市部である。日本語では「ファンガヌイ」と表記することもある。
ワンガヌイは、テ・アティ・ハウヌイアパパランギを始めとするワンガヌイ・マオリ族の先祖代々の故郷である。1840年、ニュージーランド会社がこの地に入植し始め、ウェリントンに続く第2の植民地を確立した。初期、ヨーロッパ人入植者の大部分はウェリントン経由で入植していた。ワンガヌイは1870年代に大きく拡大し、町には冷凍工場、毛織工場、リン酸塩工場、羊毛貯蔵所などが設立された。現在では、ワンガヌイの経済の大部分が肥沃で豊かな農業後背地と直接的に関連している。
ニュージーランドの一部の都市同様、かつては公式に市として指定されていたが、1989年の行政再編により、現在は区（District）として運営されている。また、1854年より「Wanganui」という名称であったが、2009年2月にニュージーランド地理委員会が「Whanganui」へのスペル変更を推奨したことを受けて、2009年12月に政府がいずれのスペルも許容可能であると決定し、公的部門では「Whanganui」のスペルを使用することとなった。
2015年11月17日、ニュージーランド土地情報局は、ワンガヌイ区を「Wanganui District」から「Whanganui District」に改名することを発表した。これにより、区自治体（District Council）の公式名称も変わり、ワンガヌイは市ではなく区であるため都市部の公式名称も変わることとなった。

## 地名の由来
「Whanga nui」はマオリ語で「大きな入り江」を意味する。当初、ヨーロッパ人入植地の名称は、ニュージーランド会社の役員であったピーター卿にちなんで「ピーター（Petre）」であったが、全く普及せず、1854年に正式に「ワンガヌイ（Wanganui）」に変更された。

### ワンガヌイのスペルに関する論争
この地域の方言では、マオリの人々は「Whanganui」の「wh」を[ˀw]（声門破裂音が合わさった有声両唇軟口蓋接近音）で発音するが、地元住民以外には「Wanganui」のように聞こえ、発音を再現するのも困難である。
1991年、ニュージーランド地理委員会は、地元マオリの一部から川の名称を「Whanganui」に変更するよう要望を受け、検討した。3か月の審議期間中、ワンガヌイ区自治体は見解を求められ、委員会に対し、変更に反対する旨の返答を行った。また、この期間中、賛成・反対の両方の手紙が届いた。審議の結果、委員会はワンガヌイ川の名称のスペルを「Wanganui」から「Whanganui」に変更することを決定した。
2006年、ワンガヌイで市の名称について法的拘束力のない住民投票が行われ、82％が「h」なしの「Wanganui」の維持に投票した。投票率は55.4％であった。しかし、明確な結果が出たにもかかわらず、市の名称のスペルについて激しい論争が続いた。
2009年2月、イウィ・グループのテ・ルナンガ・オ・トゥポホが、ニュージーランド地理委員会に対し、市の名称を「Whanganui」に変更するよう申請した。3月下旬、委員会は変更の根拠があると判断し、5月中旬から変更案について3か月間の意見公募期間が設けられた。提出された意見は比較的均衡していたが、わずかに現状維持が多かった。当時のワンガヌイ市長マイケル・ロウズは、変更案に対して強く反対を表明した。2009年5月、ワンガヌイで2度目の住民投票が行われ、22％が「Whanganui」への名称変更に投票、77％が「Wanganui」の名称維持に投票し、住民は再度圧倒的に市の名称変更を拒否した。投票率は、ワンガヌイで行われた住民投票では最も高い61％で、議論の広がりを反映する形となった。決定が最終的には言語学的なものではなく事実上政治的なものであることを認識していた地理委員会は、2009年9月、ニュージーランド土地情報局に判断を委ね、地理委員会は、住民投票の結果に反し、「Whanganui」と綴るべきであると大臣に推奨した。2009年12月、政府はいずれのスペルも許容可能であると決定した上で、公的部門では「Whanganui」のスペルを使用し、希望する場合は「Wanganui」を代替的な公式名称として公式文書で使用できるよう、法律を改正した。
2015年11月17日、ニュージーランド土地情報局は、ワンガヌイ区のスペルを「Wanganui District」から「Whanganui District」に変更することを発表した。これにより、区自治体の公式名称も変わり、ワンガヌイは市ではなく区であるため都市部の公式名称も変わることとなった。2015年11月19日、名称変更が正式に官報に掲載された。2019年9月、ワンガヌイ区自治体が所属するマナワツ・ワンガヌイ地方のスペルが「Manawatu-Wanganui」から「Manawatū-Whanganui」に変更された。

## 歴史

### マオリ族の入植

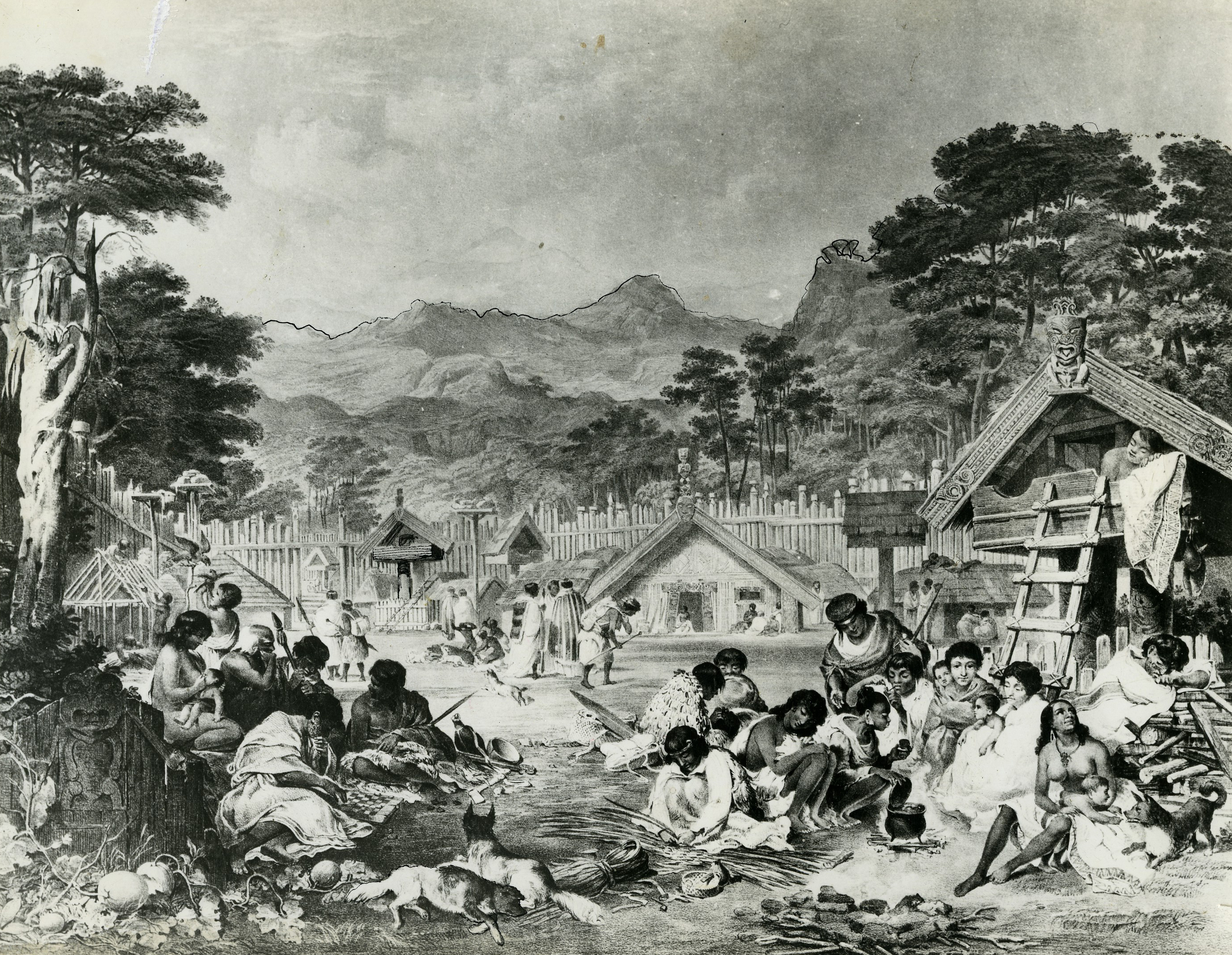
ワンガヌイ川のプティキ・パー（1850年）

ワンガヌイ川の河口周辺地域は、ヨーロッパ人の到着より前のマオリ族の入植において主要拠点であった。プティキ（プティキファラヌイの略）という名称のパーは、現在に至るまでテ・アティ・ハウヌイアパパランギというイウィのンガティ・トゥポホというハプの故郷であり、伝説の探検家タマテア・ポカイ・フェヌアが髪飾り（プティキ）を結ぶための亜麻を探すため沿岸に召使いを送ったことから、この名称で呼ばれるようになった。
1820年代、この地域の沿岸の部族がンガティ・トアの首長テ・ラウパラハが治めるカピティ島の本拠地を攻撃した。テ・ラウパラハは1830年に報復し、プティキを破壊して住民を虐殺した。

### ヨーロッパ人の入植
1831年、初めてヨーロッパ人の貿易商が到着した。1840年にはキリスト教伝道師オクタヴィアス・ハドフィールドとヘンリー・ウィリアムズが到着し、ワイタンギ条約への署名を集めた。1840年6月20日、ジョン・メイソンとメイソン夫人、リチャード・マシューズ（平信徒の伝道者）と妻ジョハンナが到着し、英国聖公会宣教協会（CMS）の伝道拠点を設立した。1843年にはリチャード・テイラーが伝道拠点に加わった。1843年1月5日、メイソンはトゥラキナ川を横断中に溺死した。メイソンが建てたレンガ造りの教会は信徒のニーズには不十分となっていた上、地震で損傷していたため、1844年までにテイラーの指導の下で新たな教会が建築され、川の各パーからキリスト教信者の規模と人数に比例して材木が提供された。
ニュージーランド会社は、ウェリントンに落ち着くと、他の入植に適した場所を探した。1840年、エドワード・ギボン・ウェイクフィールドの弟ウィリアム・ウェイクフィールドが40,000エーカーの土地の売却を取り決め、河口から4キロメートルの場所に、ニュージーランド会社の役員の1人であったピーター卿に因んだ「ピーター」という名前の町を設立した。1846年、入植地はワンガヌイ川の川上のイウィの首長テ・ママクによって脅かされた。町の防衛のため、1846年12月13日に英国軍が到着し、入植者を守るためにラットランドとヨークの2つの陣地が建設された。1847年5月19日と7月19日に小規模な衝突があり、膠着状態の末、川上のイウィは住まいに戻った。1850年までに、テ・ママクはテイラーからキリスト教の教えを受けた。1847年には、ギルフィラン一家4人が殺害され、家が略奪される事件が起こった。

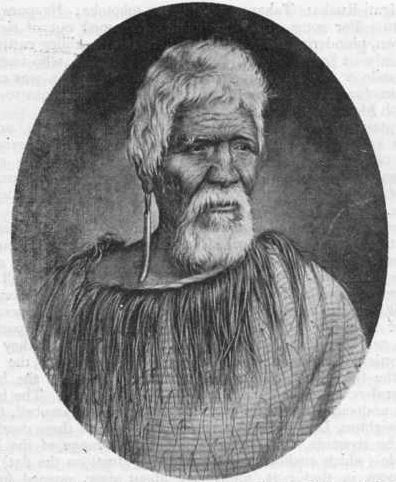
ンガティ・ハウアテランギ・イウィのマオリ首長、ヘミ・トピネ・テ・ママク（1790年 – 1887年）

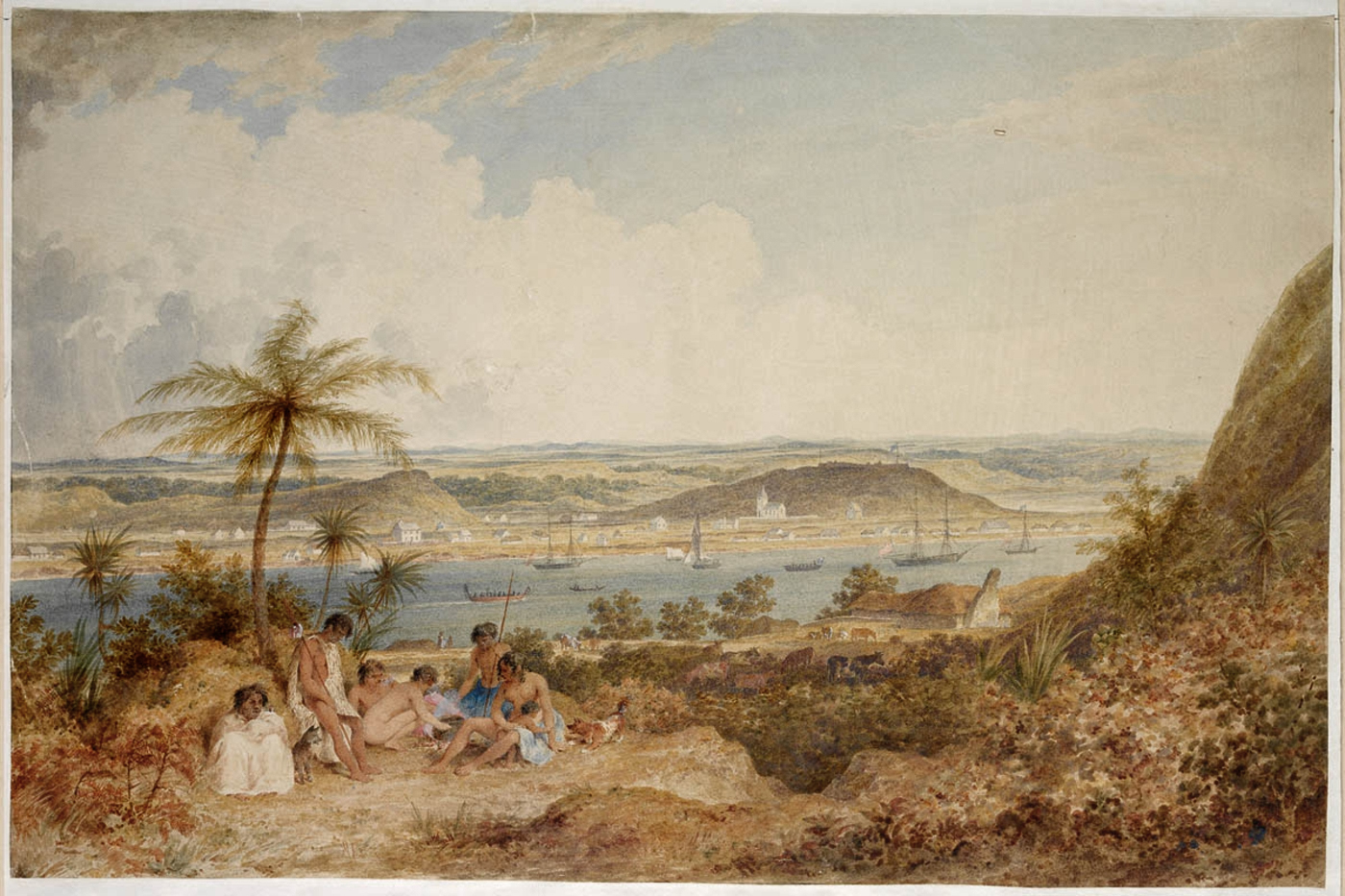
ワンガヌイの風景（1847年）、ジョン・アレクサンダー・ギルフィラン作、水彩。

1854年1月20日、市の名称が正式にワンガヌイに変更されたが、新たな市は初期から問題を抱えていた。地元部族からの土地購入が無計画かつイレギュラーであったため、多くのマオリが未だ権利を主張する土地へのパケハ（ヨーロッパ系住民）の流入に腹を立てていた。町の設立から8年後、植民地住民と地元部族の間でようやく合意に達したが、一部禍根が残った（現在に至るまで残っている）。

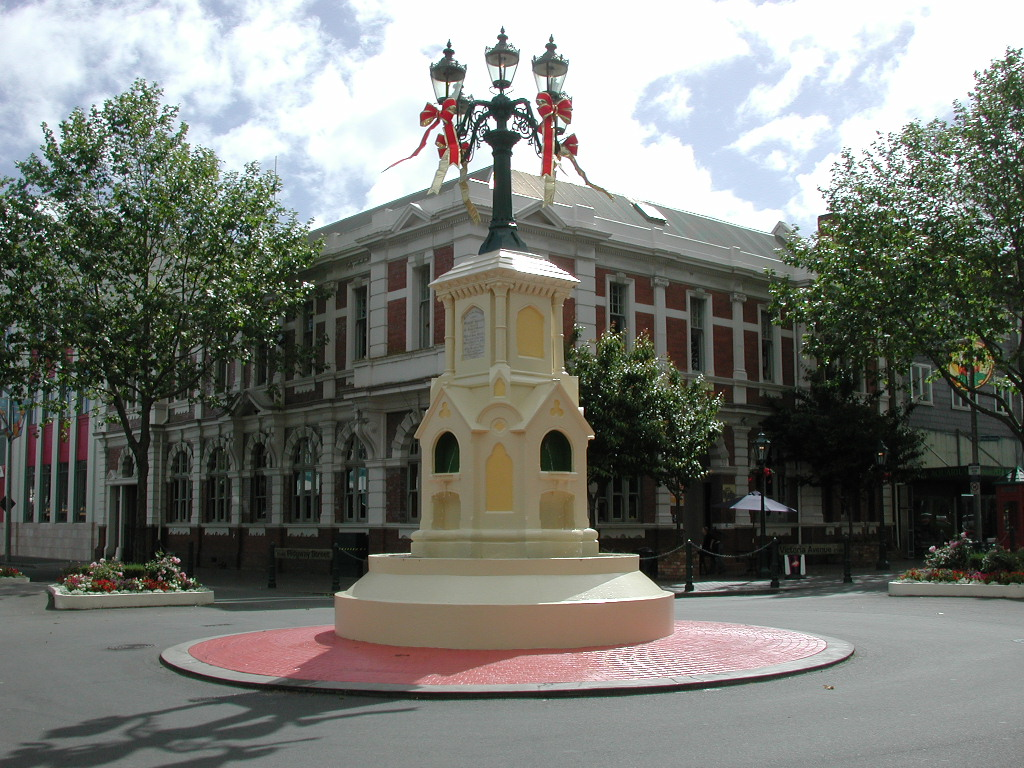
ヴィクトリア・アベニューのワット・ファウンテン。後ろは、旧郵便局の建物。

この時代の後、ワンガヌイは急速に発展し、土地は開墾され牧草地となった。1860年代のニュージーランド戦争時、町は主要軍事拠点となったが、テ・ケエパ・テ・ランギヒウィヌイ率いるプティキの地元マオリは、入植者に対して友好的な立場を維持した。1871年、町に橋が建設され、6年後にはアラモホに鉄道橋も建設された。1886年までに、ニュープリマス・ウェリントンの双方と鉄道で接続された。1872年2月1日、町はバラとして組織され、ウィリアム・ホッグ・ワットが初代首長に就任した。その後、1924年7月1日に市として宣言された。

#### ワンガヌイ女性政治同盟
1893年、ニュージーランド女性キリスト教禁酒連合のワンガヌイ支部の代替として、マーガレット・ブロックが女性活動家のクラブ、ワンガヌイ女性参政権同盟（Wanganui Women's Franchise League）を設立し、元首相ジョン・バランスの後妻エレン・バランスがイングランドへ発つまで初代会長を務めた。その後、ブロックが会長に就任し、女性参政権を獲得すると、組織の名称を女性政治同盟（Women's Political League）に変更した。加盟者数は最大で約3,000人に上った。月例会議では男女同権主義に関する学術的な質問に重点的に取り組み、エレン・バランスは夫の蔵書をクラブに寄贈した。ブロックとジェシー・ウィリアムソンがニュージーランド女性国民評議会との関係を取り持った。ブロックが死去し、ウィリアムソンがクライストチャーチに移住した1903年までに、クラブの活動は低下し、蔵書は地元の公共図書館に寄贈された。

### 20世紀
1920年、おそらくワンガヌイ最大のスキャンダルとなる、チャールズ・マッケイ市長が自身の同性愛に関して脅迫した青年詩人ダーシー・クレスウェルに発砲・負傷させる事件が発生した。マッケイは7年服役し、町の市民記念碑から名前が消されたが、クレスウェル（自身も同性愛者）は「健全な精神を持つ若者」として称賛された。1895年、マッケイの名前がサージェント美術館の礎石に戻された。
ワンガヌイ川の流域は、マオリにとって聖域とみなされており、ワンガヌイ地域は現在でも土地所有権をめぐる反感の中心とみなされている。1995年には、モウトア・ガーデン（地元マオリにはパカイトレと呼ばれている）が、ワンガヌイのイウィによる土地所有権をめぐる主に平和的な抗議活動によって、79日間占拠された。
ワンガヌイは、1976年から1995年まで、ニュージーランド警察の国家警察システムの拠点であった。初期のスペリー社によるメインフレームベースの機密情報・データ管理システムで、「ワンガヌイ・コンピューター」の通称で知られていた。このシステムを収容する建物は、1982年11月18日に発生したニュージーランド最大の自爆事件で、ゼリグナイト爆弾による爆撃の標的となった。

## 地理
ワンガヌイは、南タラナキ湾に面したワンガヌイ川の河口付近、ウェリントンの北200キロメートル、パーマストン・ノースの北西75キロメートル、国道3号線と4号線の合流点に位置する。市の大部分は、より平地の広い川の北西岸に位置する。川にはコブハム橋、シティ橋、ダブリン・ストリート橋、アラモホ鉄道橋（鉄道・歩行者専用）、ウポコンガロ自転車橋（2020年に開通、自転車・歩行者専用）の5本の橋が架かっている。
デューリー・ヒルや市周辺の見晴らしの良い場所からは、ルアペフ山やタラナキ山を見ることができる。

### 気候
ワンガヌイは温暖な気候で、平均日照時間は全国平均よりわずかに長く（年2,100時間）、年間降水量は約900ミリである。冬には、平年であれば軽い霜が数回降りる。ワンガヌイ川は、流域に激しい雨が降ると氾濫する傾向があり、2015年6月には記録的な洪水が発生して100世帯が避難した。
| ワンガヌイの気候        | ワンガヌイの気候 | ワンガヌイの気候 | ワンガヌイの気候 | ワンガヌイの気候 | ワンガヌイの気候 | ワンガヌイの気候 | ワンガヌイの気候 | ワンガヌイの気候 | ワンガヌイの気候 | ワンガヌイの気候 | ワンガヌイの気候 | ワンガヌイの気候 | ワンガヌイの気候 |
| 月                      | 1月              | 2月              | 3月              | 4月              | 5月              | 6月              | 7月              | 8月              | 9月              | 10月             | 11月             | 12月             | 年               |
| ----------------------- | ---------------- | ---------------- | ---------------- | ---------------- | ---------------- | ---------------- | ---------------- | ---------------- | ---------------- | ---------------- | ---------------- | ---------------- | ---------------- |
| 平均最高気温 °C （°F）  | 22.4 (72.3)      | 22.7 (72.9)      | 21.3 (70.3)      | 18.8 (65.8)      | 16 (61)          | 13.8 (56.8)      | 13.2 (55.8)      | 13.8 (56.8)      | 15.3 (59.5)      | 17 (63)          | 18.8 (65.8)      | 20.7 (69.3)      | 17.8 (64)        |
| 日平均気温 °C （°F）    | 18.3 (64.9)      | 18.5 (65.3)      | 17.1 (62.8)      | 14.6 (58.3)      | 12.4 (54.3)      | 10.4 (50.7)      | 9.5 (49.1)       | 10.2 (50.4)      | 11.9 (53.4)      | 13.3 (55.9)      | 14.8 (58.6)      | 16.9 (62.4)      | 14.1 (57.4)      |
| 平均最低気温 °C （°F）  | 14.0 (57.2)      | 14.1 (57.4)      | 12.9 (55.2)      | 10.6 (51.1)      | 8.5 (47.3)       | 6.5 (43.7)       | 5.6 (42.1)       | 6.2 (43.2)       | 8.0 (46.4)       | 9.6 (49.3)       | 10.9 (51.6)      | 12.8 (55)        | 10.0 (50)        |
| 降水量 mm （inch）      | 59.2 (2.331)     | 75.5 (2.972)     | 62.9 (2.476)     | 69.2 (2.724)     | 79.5 (3.13)      | 88.8 (3.496)     | 85.3 (3.358)     | 74.4 (2.929)     | 73.7 (2.902)     | 88.0 (3.465)     | 75.4 (2.969)     | 86.4 (3.402)     | 916.7 (36.091)   |
| 平均月間日照時間        | 250.2            | 213.5            | 192.1            | 159.4            | 129.0            | 99.2             | 120.7            | 137.8            | 147.5            | 180.5            | 203.6            | 221.9            | 2,055            |
| 出典：NIWA Climate Data |                  |                  |                  |                  |                  |                  |                  |                  |                  |                  |                  |                  |                  |

## 人口動態
ワンガヌイの都市部の人口は、2018年の国勢調査で39,720人であり、2006年の国勢調査から1,992人（5.3％）増、2013年の国勢調査から3,078人（8.4％）増となった（2006年と2013年の国勢調査の間では、人口が減少している）。男性は18,930人、女性は20,793人で、人口性比は0.91であった。総人口のうち、7,854人（19.8％）が15歳未満、6,867人（17.3％）が15歳から29歳、16,551人（41.7％）が30歳から64歳、8,445人（21.3％）が65歳以上であった。
人種別人口は、ヨーロッパ系（パケハ）が78.0％、マオリが27.2％、太平洋系が3.8％、アジア系が4.5％、その他が1.7％であった（複数の人種を申告することができるため、合計は100％を超える）。

## 経済
ワンガヌイは、2013年から複数回、インテリジェント・コミュニティ・フォーラムによる世界のスマート21コミュニティに選出されている。
ワンガヌイには強い産業基盤があり、ニッチな製造業の歴史がある。現在の企業には、ワンガヌイ港を拠点としてニュージーランドや世界中の顧客の船を建造し、2015年にはオークランドのフェリー会社フラーズから34メートルの旅客フェリー2隻の建造を請け負ったQウェスト・ボート・ビルダーなどがある。また、2015年10月にベスト・デザイン・アワードでシルバーピンを獲得したパシフィック・ヘルメットも、この地域の受賞歴のあるニッチな製造業の一例である。ヘッズ・ロードは、ワンガヌイの主要産業エリアであり、多くの製造業・エンジニアリング事業の拠点となっている。ワンガヌイ港は、かつての産業輸送の中心地であり、現在でもある程度の往来はあるが、Qウェストの造船拠点としての方が有名となっている。また、ピクルスやソースなどを製造していた1902年創業のF・ホワイトロック・アンド・サンズ・リミテッドも著名な企業であった。
ワンガヌイの経済の大半は、町近郊の肥沃で豊かな農業後背地に直接関連するものである。クリムゾン・ジェムなどの新種の梨の生産を取り入れたことでも知られている。2016年5月、病気のため、ワンガヌイの梨の作付けの大部分がシーズン前に伐採されたことが報じられた。

## ワンガヌイ区
ワンガヌイ区の総面積は2,337平方キロメートルである。その大部分が高い丘陵地で、ワンガヌイ川沿いに細長い平地があり、下流沿岸に主要都市部がある。この大部分が1986年に設立されたワンガヌイ国立公園内にある。
この地域は、ワンガヌイ川（ワンガヌイ・アワ）を中心とする傑出した自然環境で知られている。ワンガヌイ川は、トンガリロ山の山頂からワンガヌイの海岸およびタスマン海まで全長290キロメートルに及ぶ北島で2番目に長い川であり、国内で最も長い航行可能河川である。川の全ての湾曲部や急所（239の急所がリストアップされている）にマウリ（生命力）を維持する守護者（カイティアキ）が置かれている。
ワンガヌイのハプ（準部族）はカヌーイングのスキルが有名で、ワンガヌイ川に堰や魚の仕掛けなどの広大なネットワークを維持していた。川のイウィは、代々この偉大なタオンガ（宝）を使い、守ることを学んできた。2012年9月13日、ワンガヌイ川は世界で初めて法的な人格を認められた川となった。
今日、ワンガヌイ川とその周辺地域は、カヤッキング、ジェットボート、トレッキング、サイクリング、キャンプなど、多くのレクリエーション活動に使用されている。近年、国による自転車道が開通し、「山から海まで」サイクリングすることもできる。
1980年代の地方政府再編において、1989年にワンガヌイ郡、ワイトタラ郡の大部分、ストラットフォード郡の一部、ワンガヌイ市が合併し、ワンガヌイ区となった。2016年の地方政府選挙で、ハミッシュ・マクドゥオールが区長に選出された。
ワンガヌイ区の全人口のうち約6,100人を除く全人口が町に住んでおり、郊外に目立ったコミュニティはほとんど存在しない。小さいが注目すべき集落には、マザー・メアリー・ジョセフ・オーバートや詩人ジェームズ・K・バクスターの出身地であるジェルサレムなどがある。
その他にも、小規模な集落として、カイトケ、ウポコンガロ、カイ・イウィ（モファナウ）、アバフェルディ、ウェストメア、パカラカ、メアリーバンク、オコイア、フォーデルなどがある。

## 文化

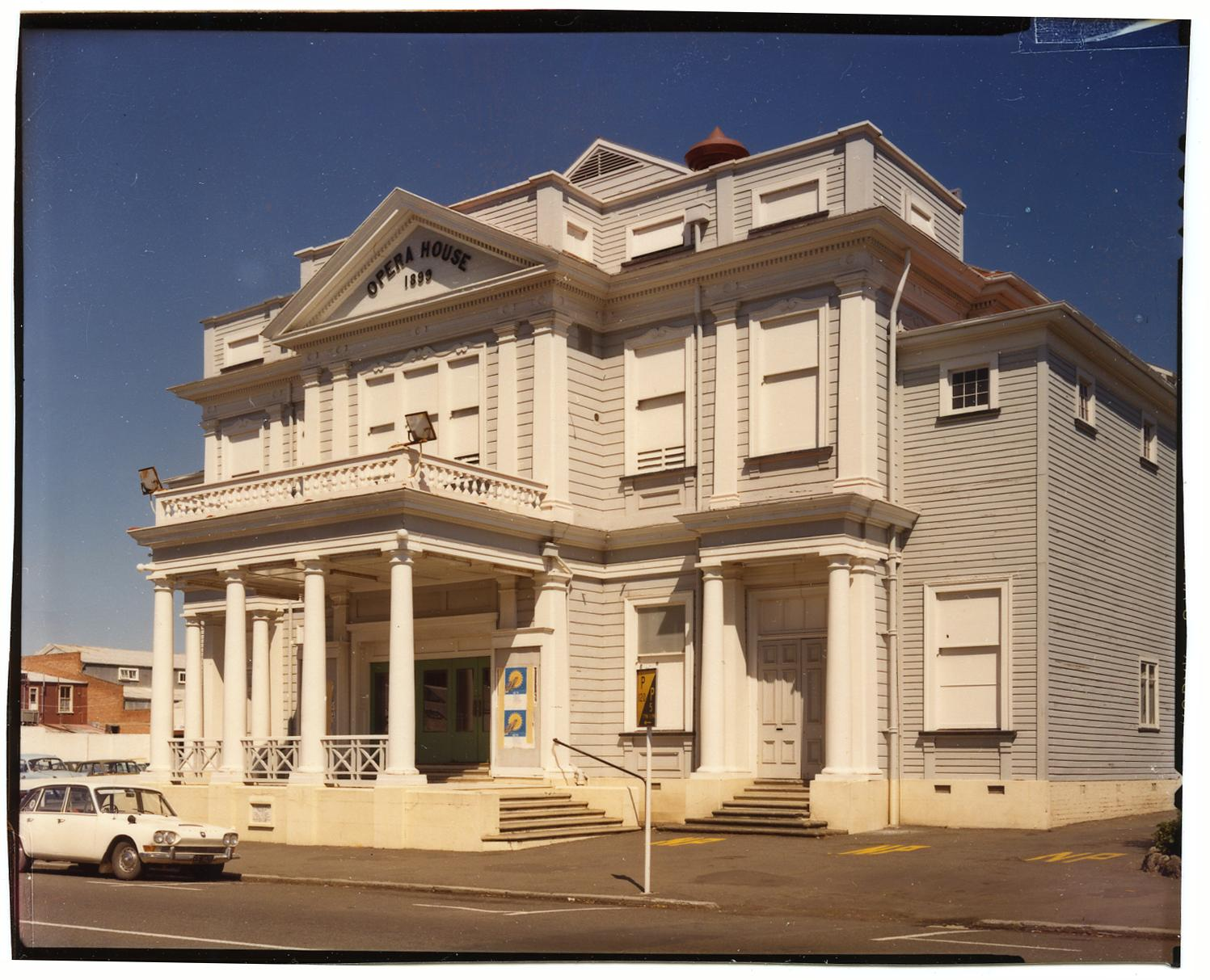
ロイヤル・ワンガヌイ・オペラハウス（1967年3月）。ニュージーランド最後のヴィクトリアン様式の劇場の1つである建物は、今日も健在である。

### 文化機関
ワンガヌイは、文化やレクリエーションに特に力を入れている。町の中央にあるクイーンズ・パーク（プケナム）には、サージェント美術館、ワンガヌイ地域博物館、デイヴィス図書館、アレクサンダー遺産研究図書館、ワンガヌイ戦争記念館などの文化機関がある。ワンガヌイにはニュージーランド唯一のガラス学校があり、ガラス工芸で有名である。

### サージェント美術館の所蔵品

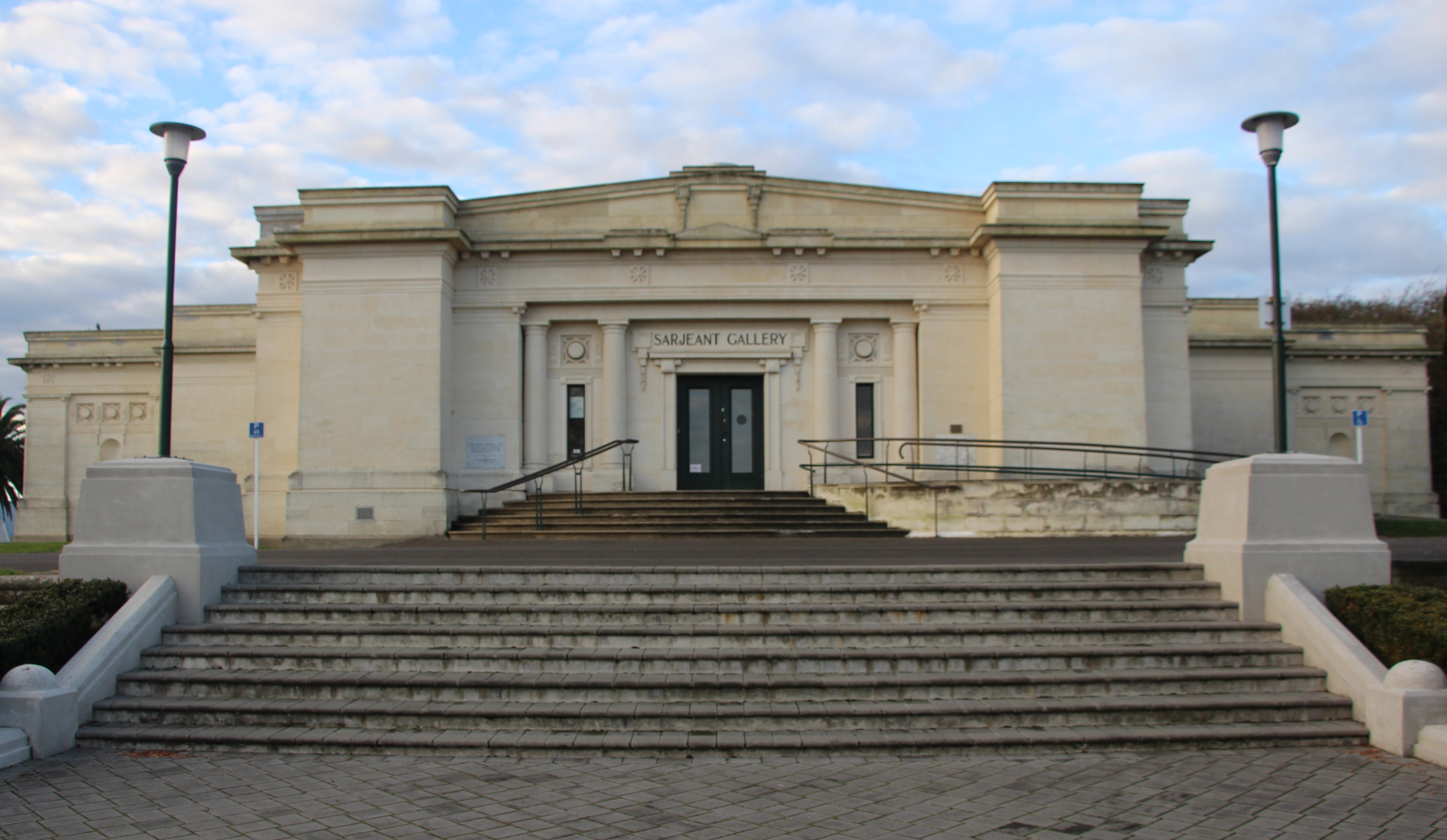
サージェント美術館

サージェント美術館には、8,000点以上の美術作品が収蔵されている。当初は19世紀から20世紀初期のイギリス・ヨーロッパの作品に力を入れていたが、後援者であるヘンリー・サージェントの意向により拡大し、現在では16世紀から21世紀までの作品を収集している。収蔵品は、現代の作家から古い巨匠の作品まで、絵画、彫刻、陶磁器、ガラス、銅像、映像作品など、あらゆる表現手段の歴史的・現代的作品に渡り、エドワード・バーン＝ジョーンズ、ドメニコ・ピオラ、フランク・ブラングィン、ベルナルディーノ・ポッチェッティ、ガスパール・デュゲ、ウィリアム・リッチモンド、ウィリアム・エッティ、レリオ・オルシ、フレデリック・グドール、オーガスタス・ジョンなどの著名な作品を収蔵している。ニュージーランド国内の作品では、ワンガヌイの作家ハーバート・イヴァン・バベッジの作品6点や、ワンガヌイ出身のエディス・コリアーの作品を多数収蔵している。

### ワンガヌイ地域博物館の収蔵品
ワンガヌイ地域博物館の収蔵品は、ヴィクトリア・アベニューのサミュエル・ヘンリー・ドリューの店のウインドウに展示されたのが始まりである。ジョン・ティフィン・スチュアートの作品などが収蔵されている。

## 史跡・建造物

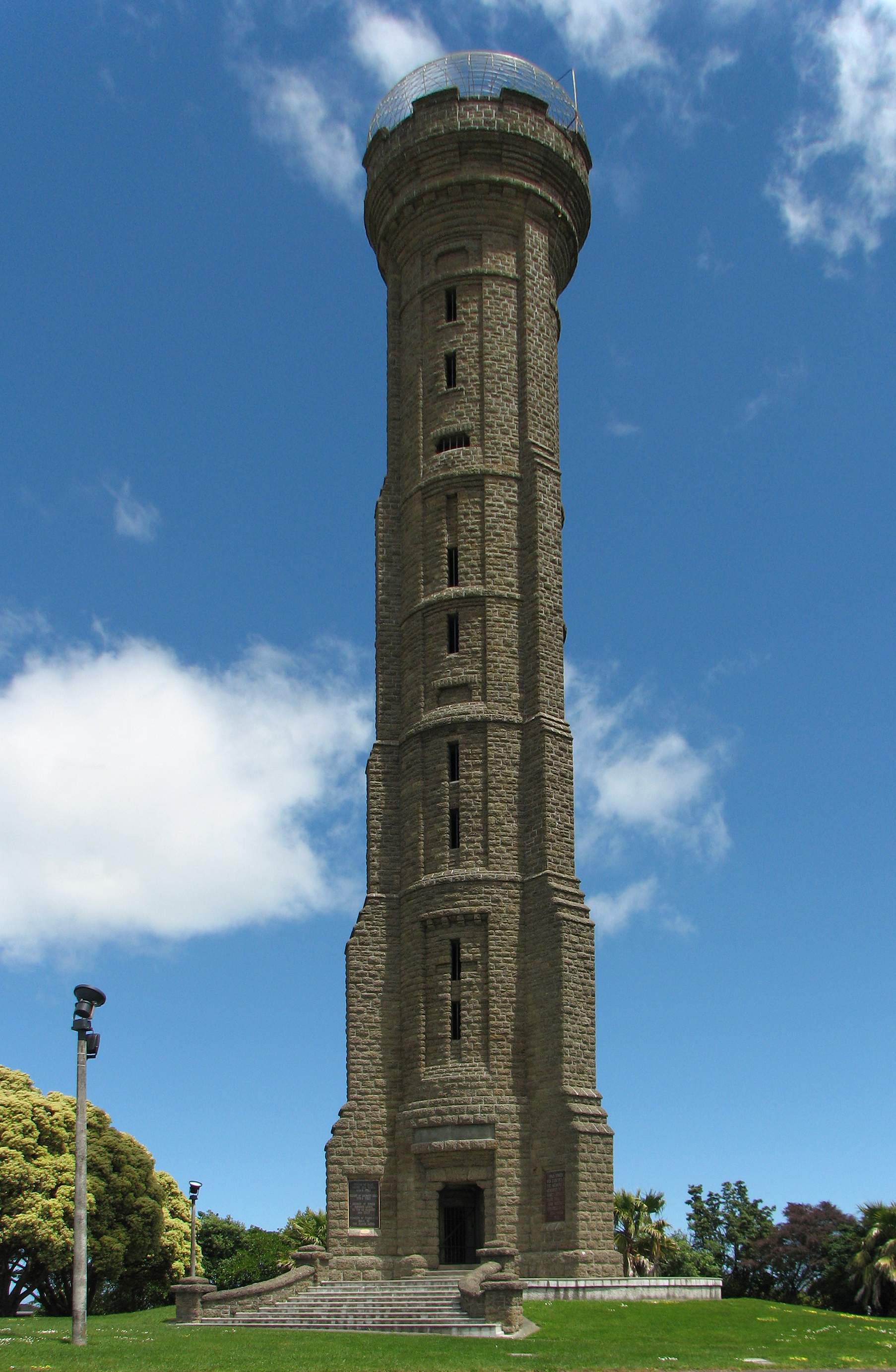
デューリー・ヒルの戦争記念塔

かつてラットランド陣地の丘の上にあり、現在はワンガヌイの中心地にあるプケナム・クイーンズ・パークには、象徴的な建物がいくつかある。第I類史跡であるサージェント美術館は、地元農家ヘンリー・サージェントが町に遺贈したもので、1919年に開館した。建物の補強と再開発のため、2014年よりタウポ埠頭の臨時施設で営業している。ワンガヌイ地域博物館（1928年）とアレクサンダー遺産研究図書館（1933年）は、どちらもアレクサンダー家から遺贈されたものである。受賞歴もあるワンガヌイ戦争記念館（1960年）は、ニュージーランドの最も優れた現代建築の一例である。
ロイヤル・ワンガヌイ・オペラハウスは、ワンガヌイ中心部のセント・ヒル・ストリートに位置している。 
キャンベル・ストリートとプリマス・ストリートの角にあるスチュワート・ハウスは、現在は私邸であるが、かつてはプランケット協会の新生児向け施設で、その後中等学校の生徒の寮として使用されていた。元々は慈善家のジョン・ティフィン・スチュワートと社会活動家のフランシス・アン・スチュワート夫婦のために建てられたものである。
ワンガヌイには、デューリー・ヒル戦争記念塔とバスティア・ヒル給水塔の2つの大きな塔がある。デューリー・ヒル戦争記念塔は、第一次世界大戦を記念したもので、1926年に除幕された。近くにはデューリー・ヒル・エレベーター（1919年）があり、頂上とアンザック遊歩道を66メートルのエレベーターと200メートルのトンネルで接続している。ワンガヌイの南には、キャメロン小要塞がある。
セント・ジョンズ・ヒルにあるロトカワウ・ヴァージニア湖は歴史上重要な湖で、噴水、アールデコの温室、ウインターガーデンがある。

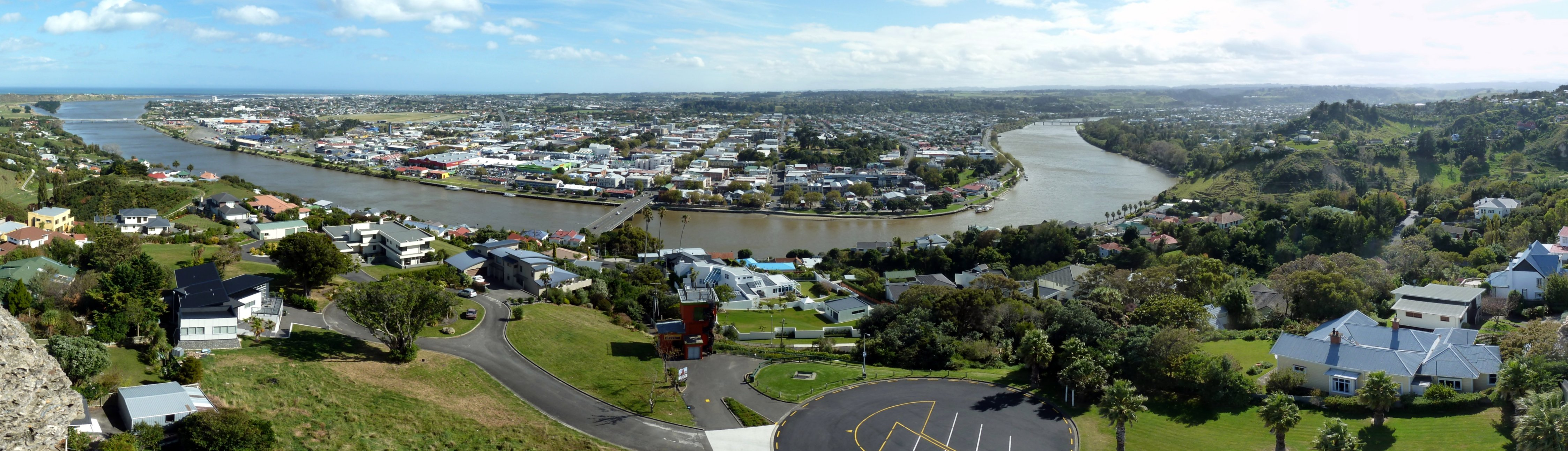
デューリー・ヒルの戦争記念塔から撮影したワンガヌイのパノラマ写真。中央には、ワンガヌイ・シティ橋が見える。

## 姉妹都市
- オーストラリア・クイーンズランド州トゥーンバ（1983年-）
- 日本・静岡県長泉町（1988年-）[57]

2008年、ワンガヌイ区は、長年活動がなかったアメリカ合衆国ネバダ州リノとの姉妹都市関係を正式に打ち切ることを決定した。この姉妹都市関係は、アメリカのテレビ番組リノ911!でパロディにされた。

## ギャラリー

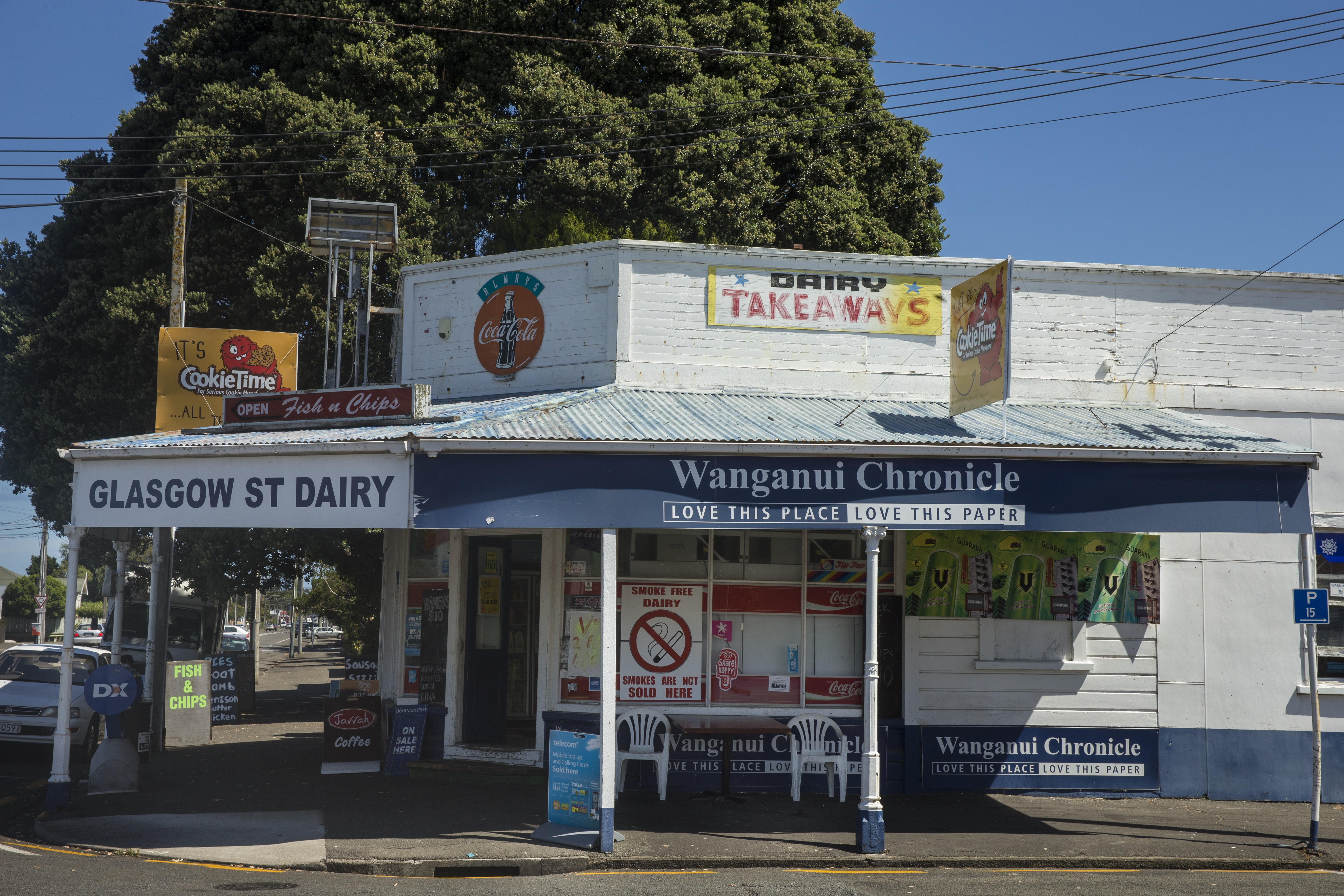
グラスゴー・ストリート・デイリー
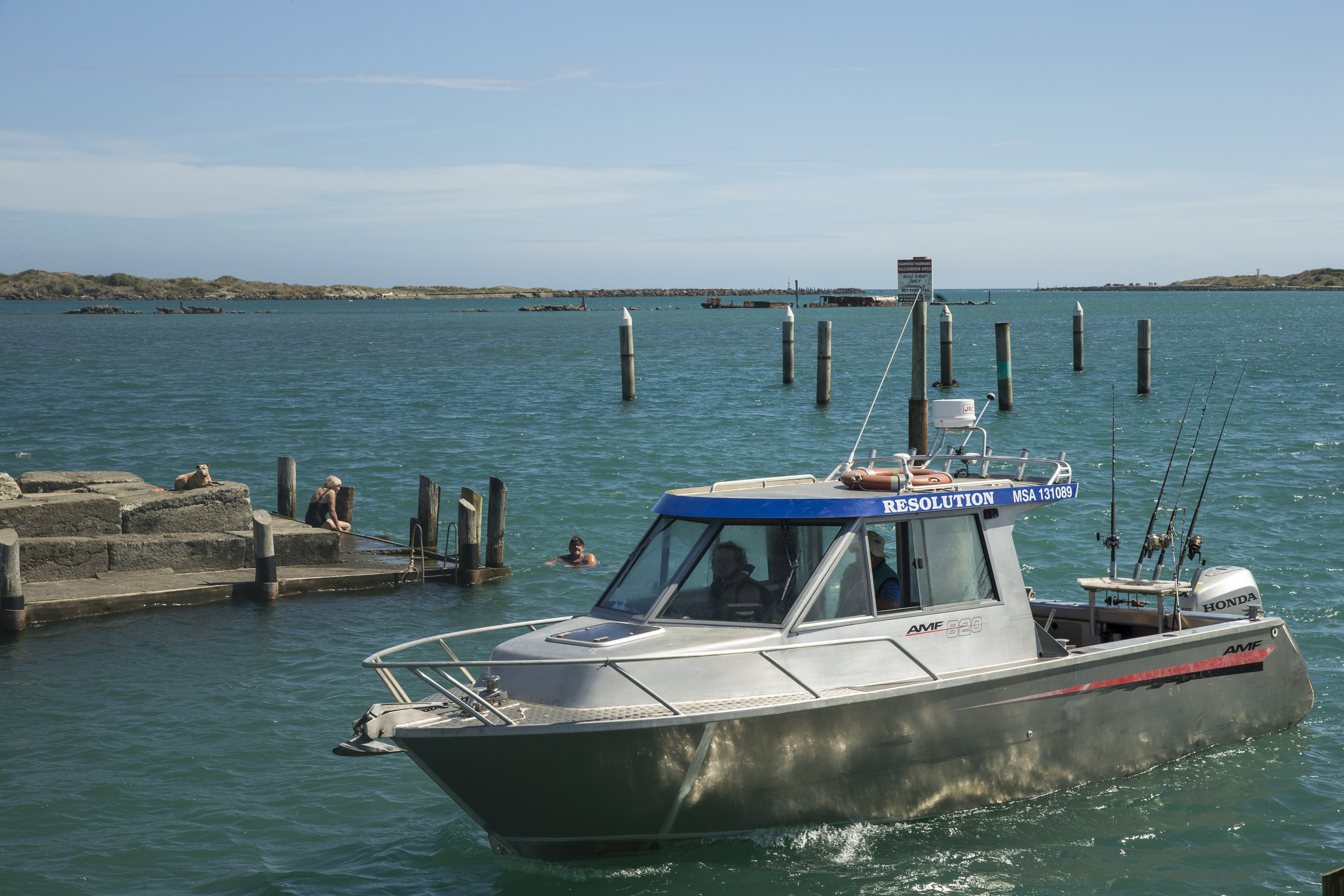
ワンガヌイ川の河口、ボート、遊泳者
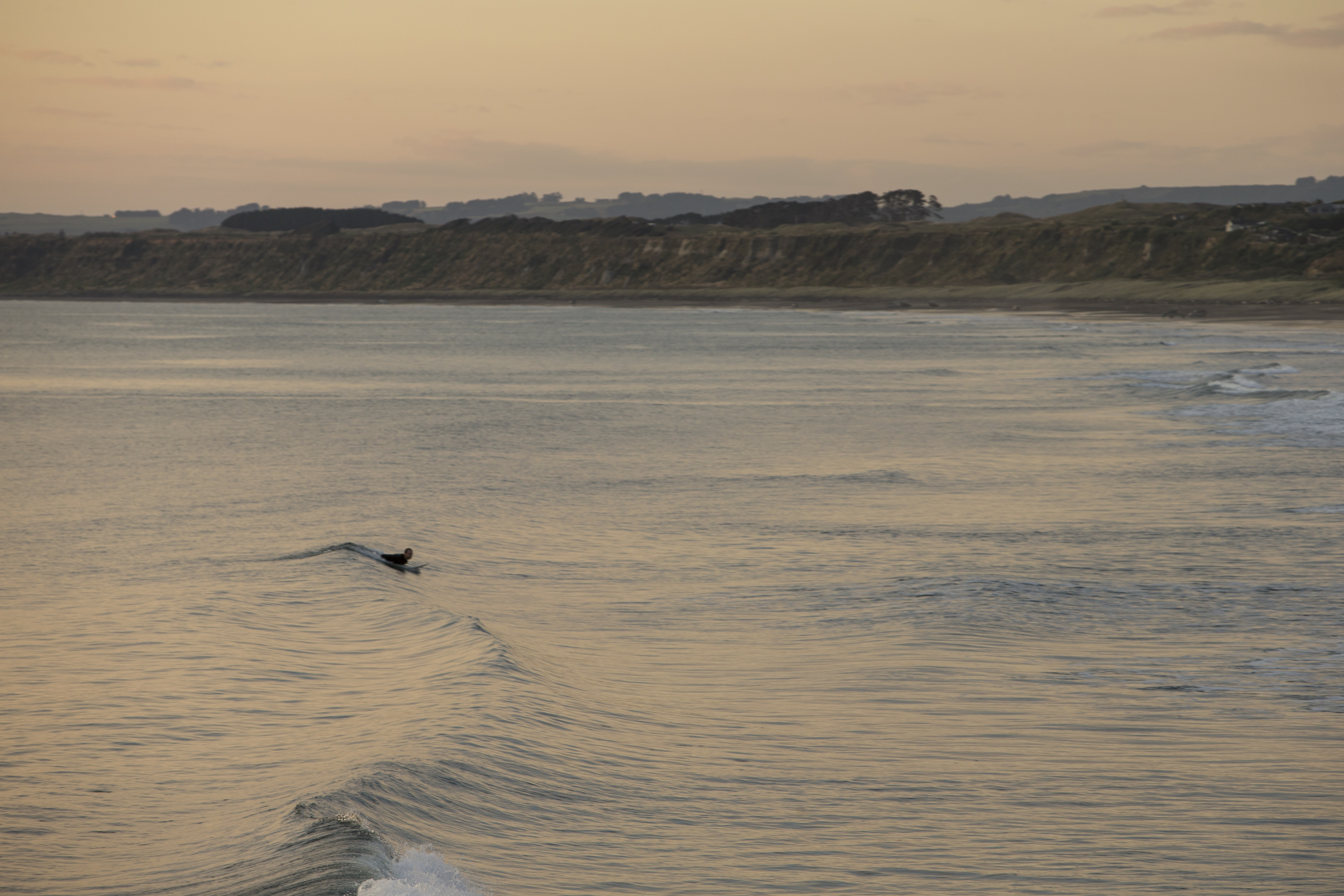
キャッスルクリフ・ビーチのサーファー
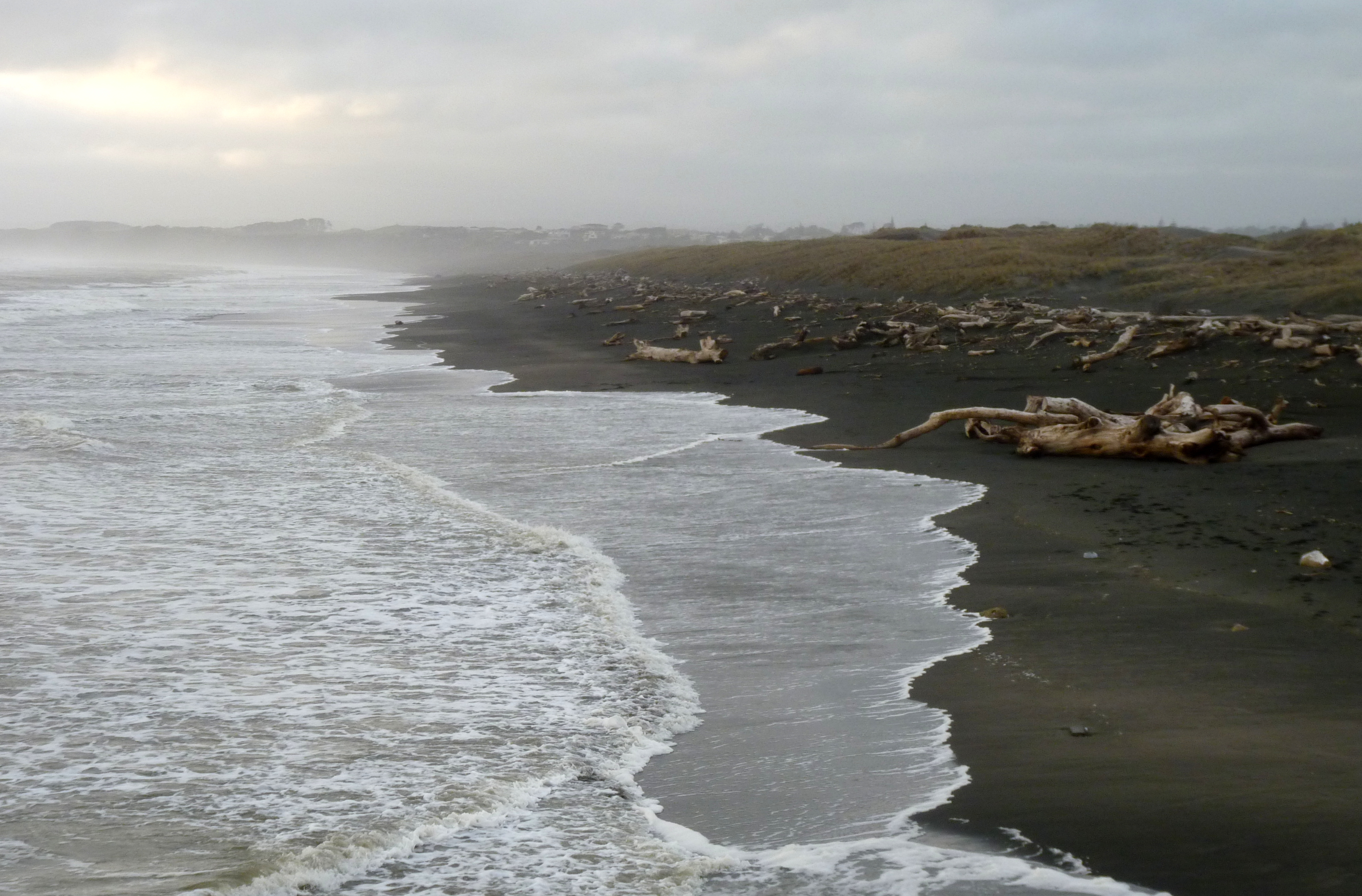
ワンガヌイのビーチ
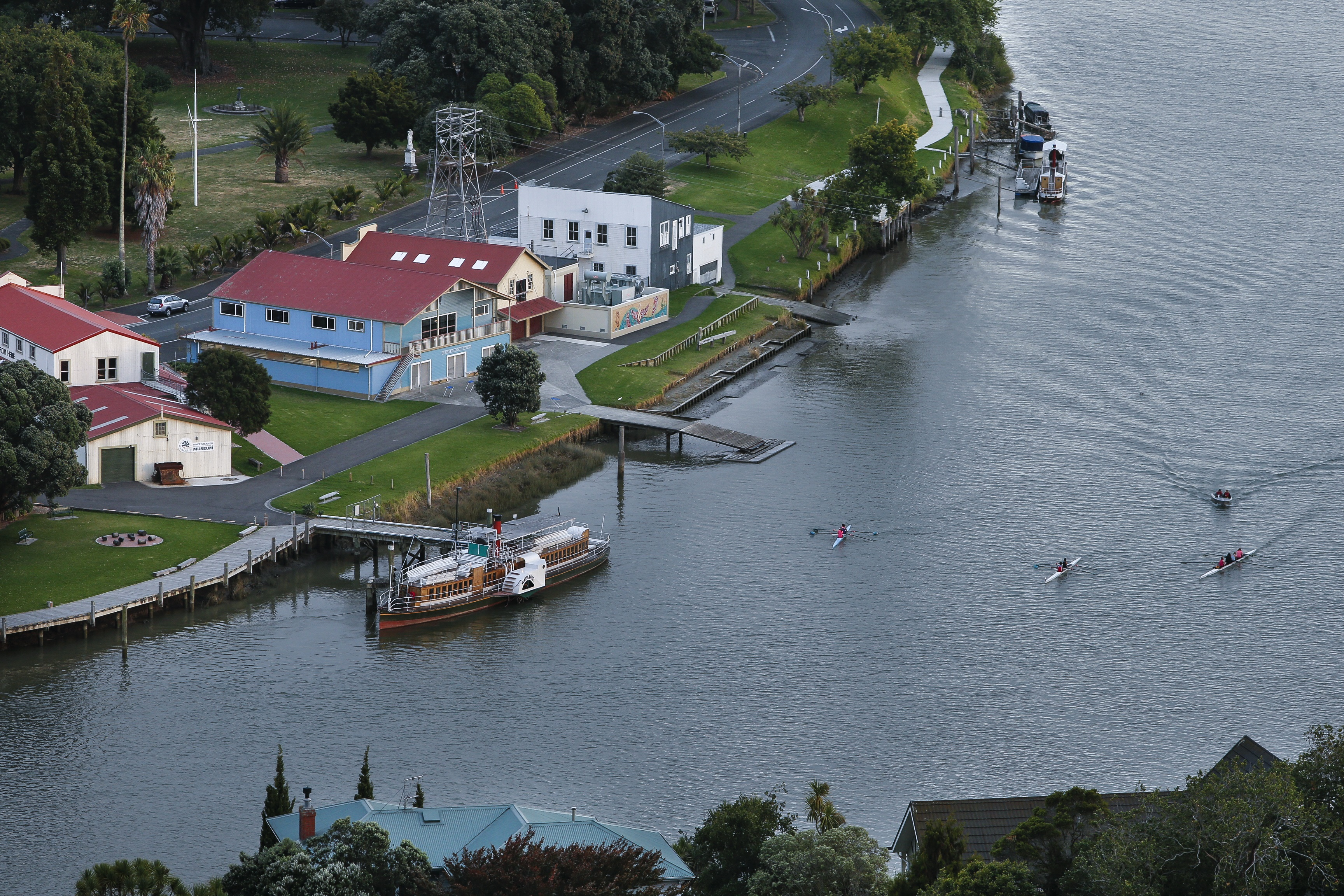
ワイマリエの外輪船とワンガヌイ川でカヌーを漕ぐ人々
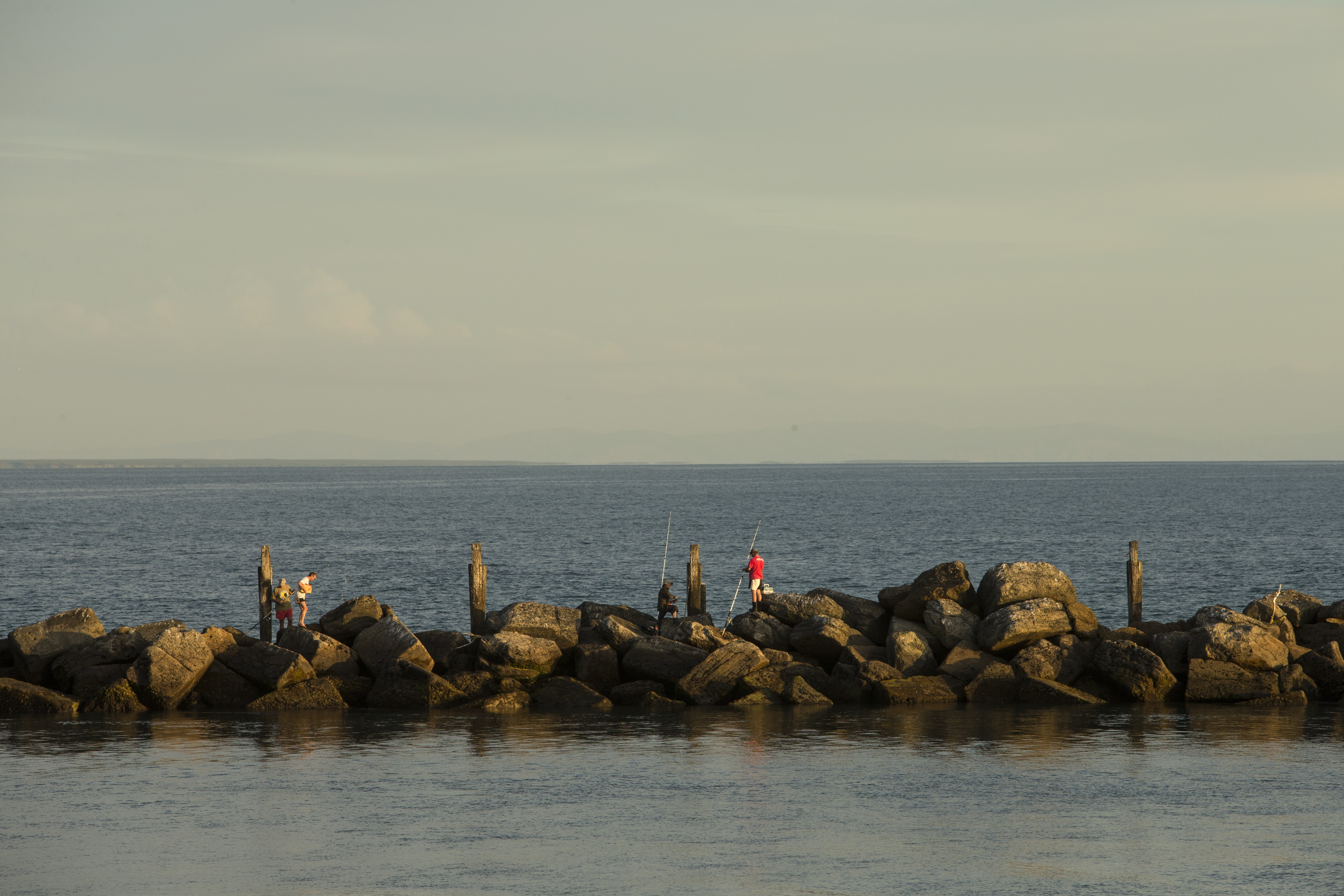
サウス・モールの釣り人たち
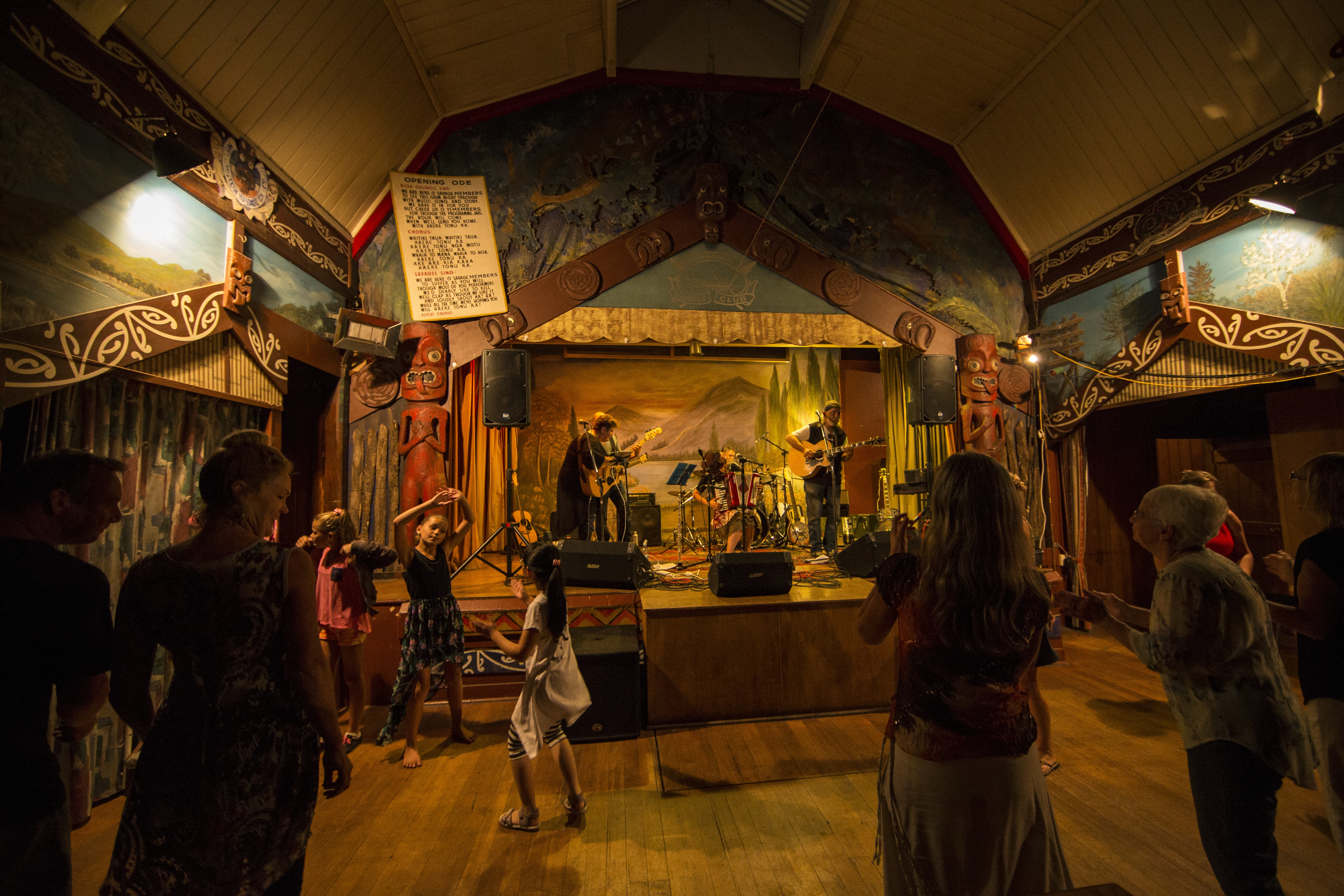
オールド・サベージ・クラブで演奏するワンガヌイ・ミュージシャンズ・クラブ
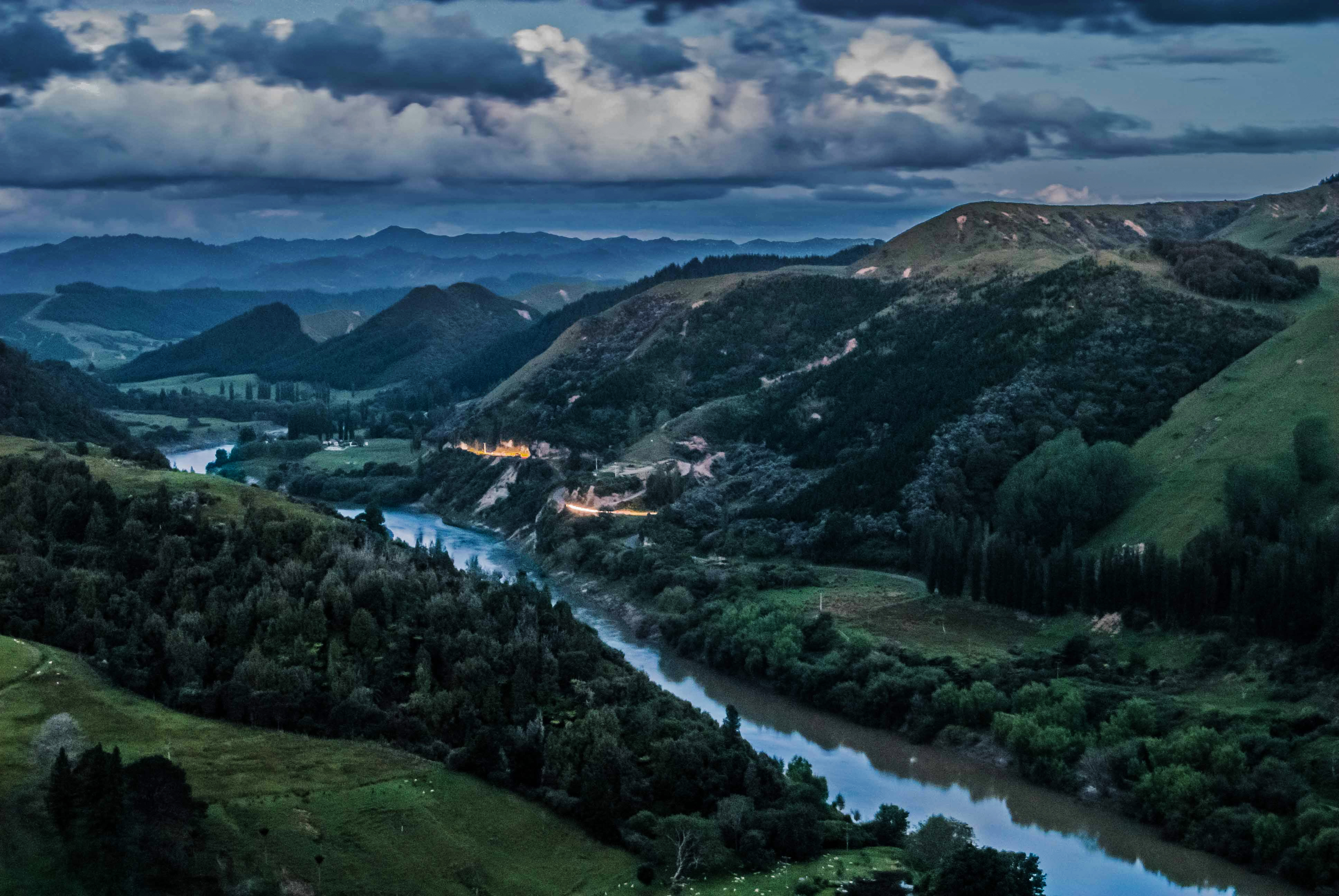
川沿いの道
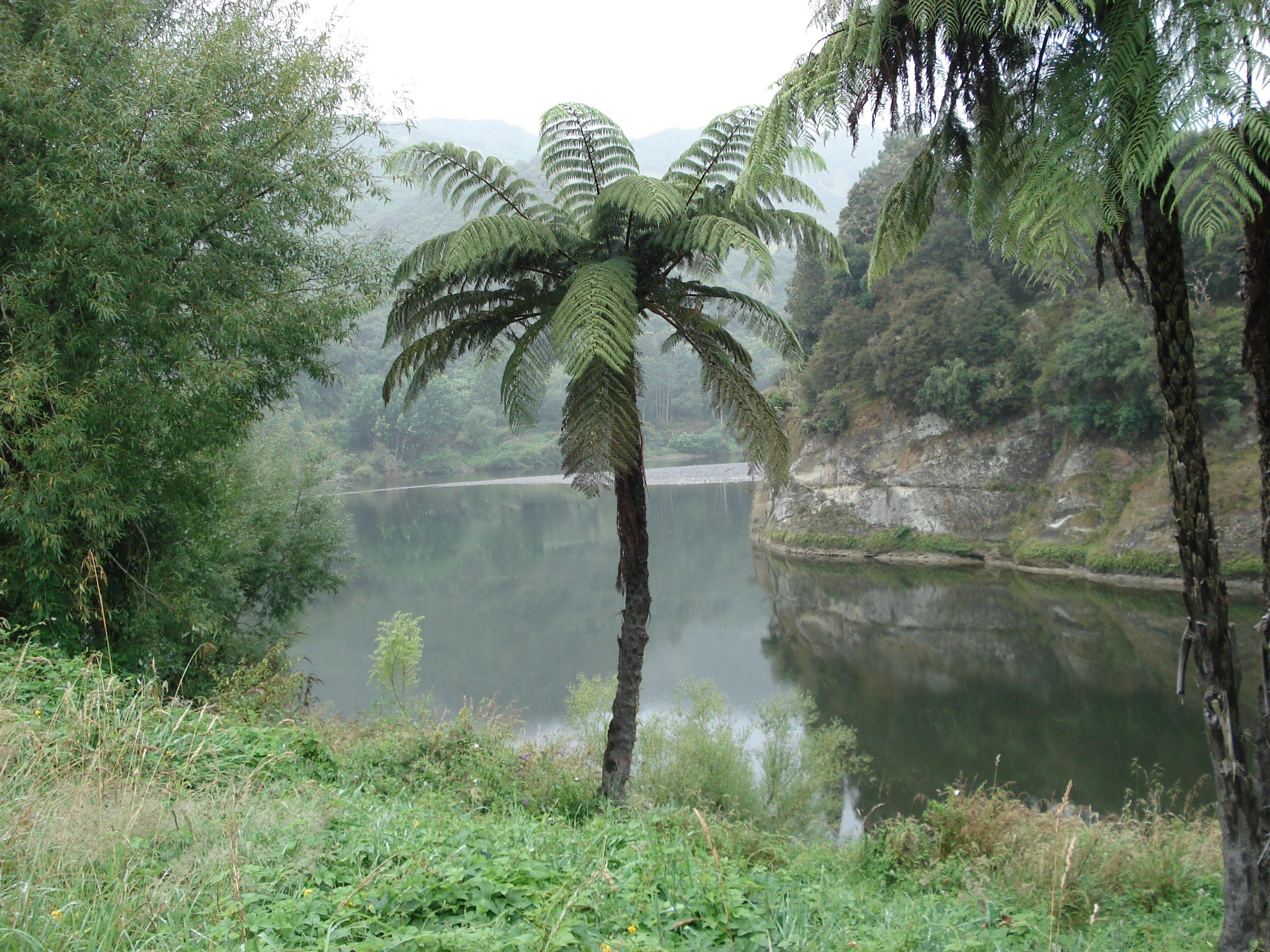
ジェルサレム（英語版）（ヒルハラマ）の近くにある水源
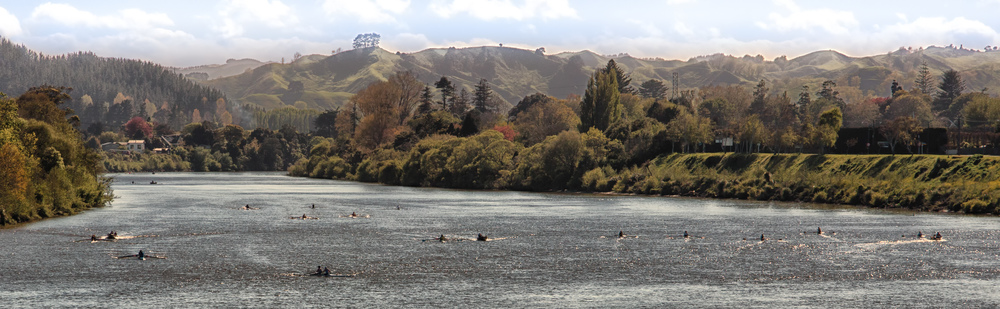
川の風景
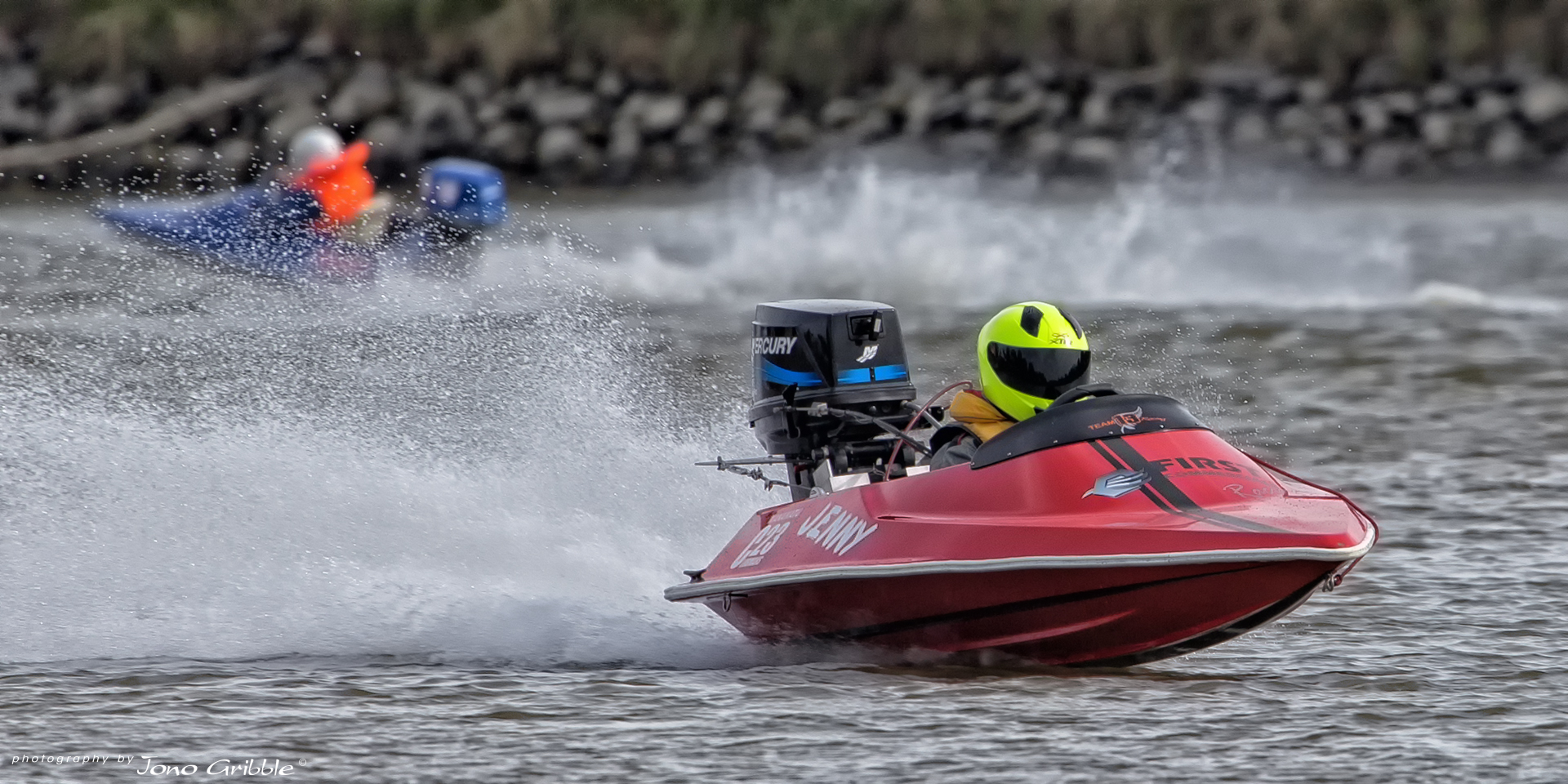
川を走るハイドロプレーン
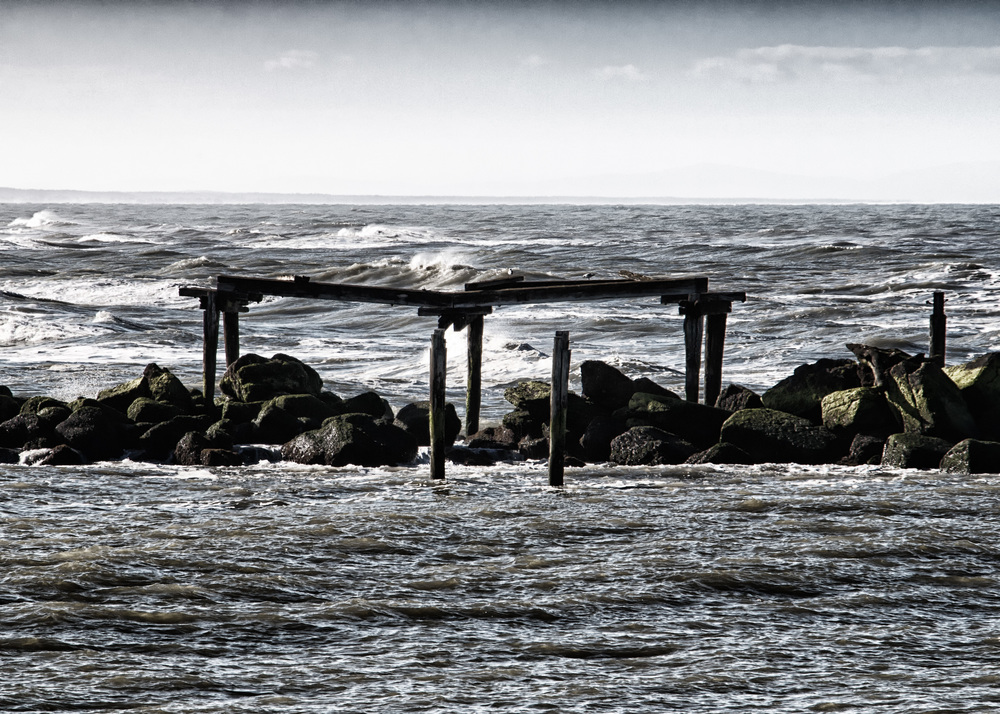
寂れた川の風景
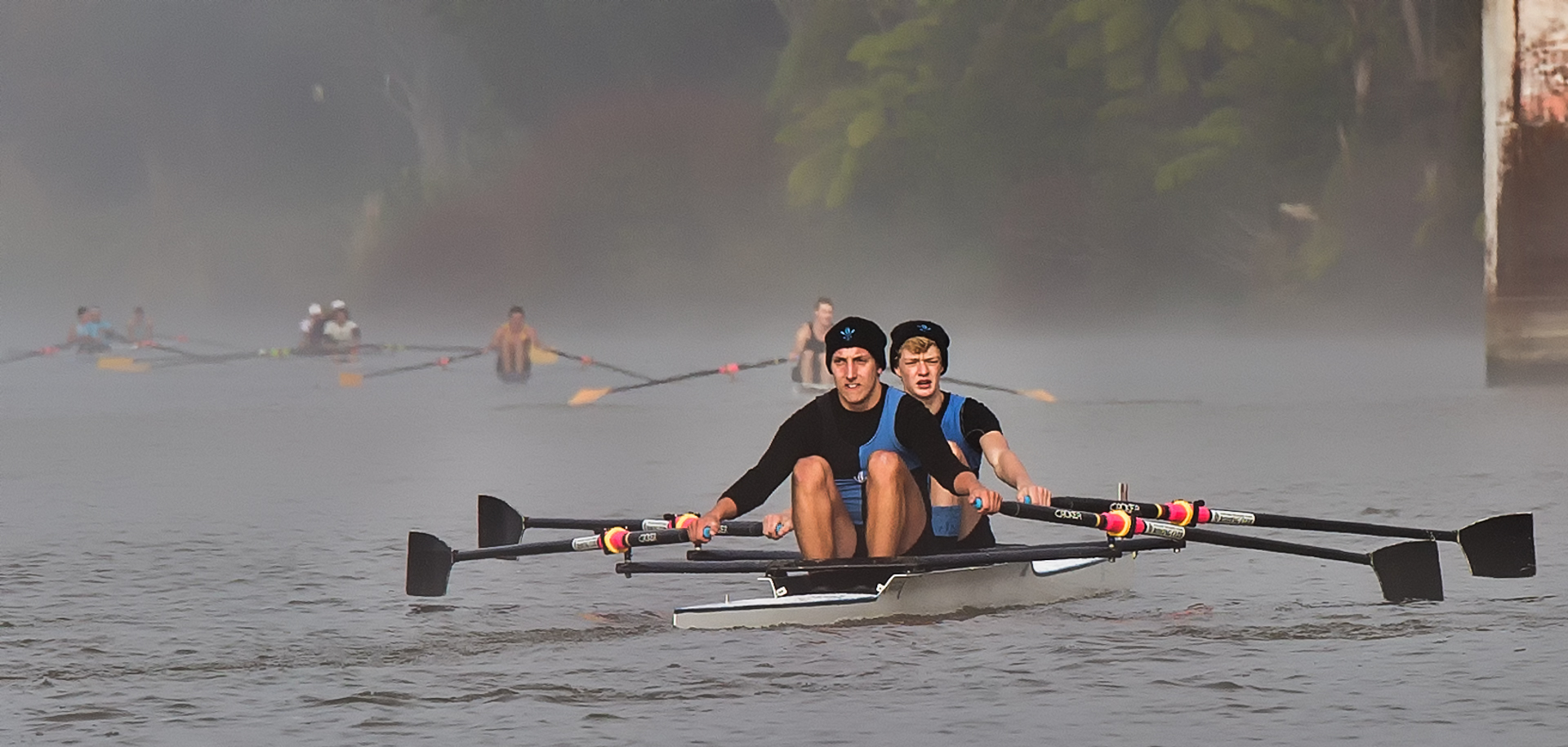
カヌーを漕ぐ人々
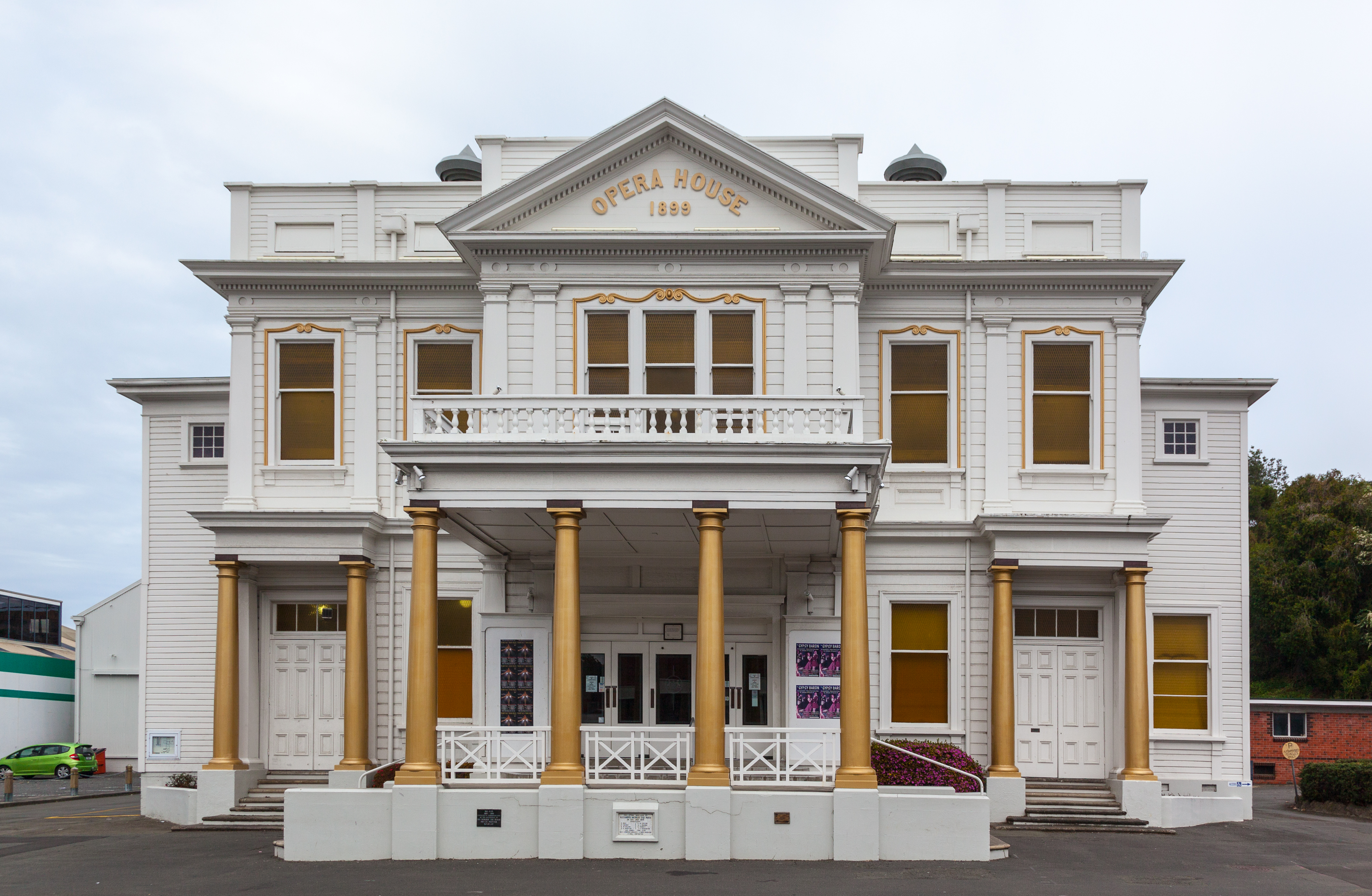
ロイヤル・ワンガヌイ・オペラハウス（英語版）（2013年）
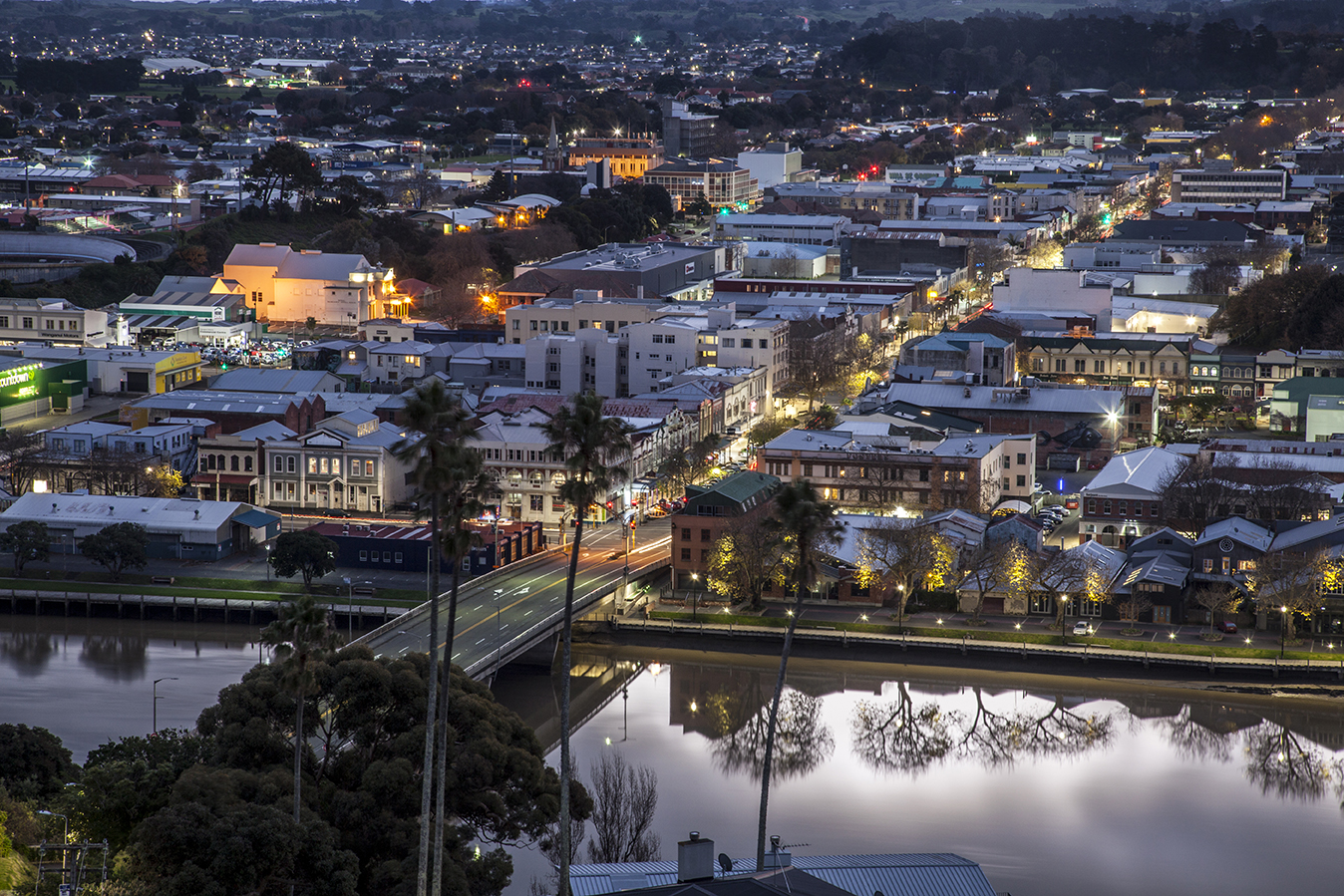
デューリー・ヒルからの夜景